# بلین (مینه‌سوتا)
بلین (به انگلیسی: Blaine) شهری در شهرستان آنوکا ایالت مینه‌سوتا در کشور ایالات متحده آمریکا است که جمعیت آن در سرشماری سال ۲۰۱۰ میلادی، ۵۷۱۸۶ نفر بوده‌است.